# Motosacoche Studio Recorder

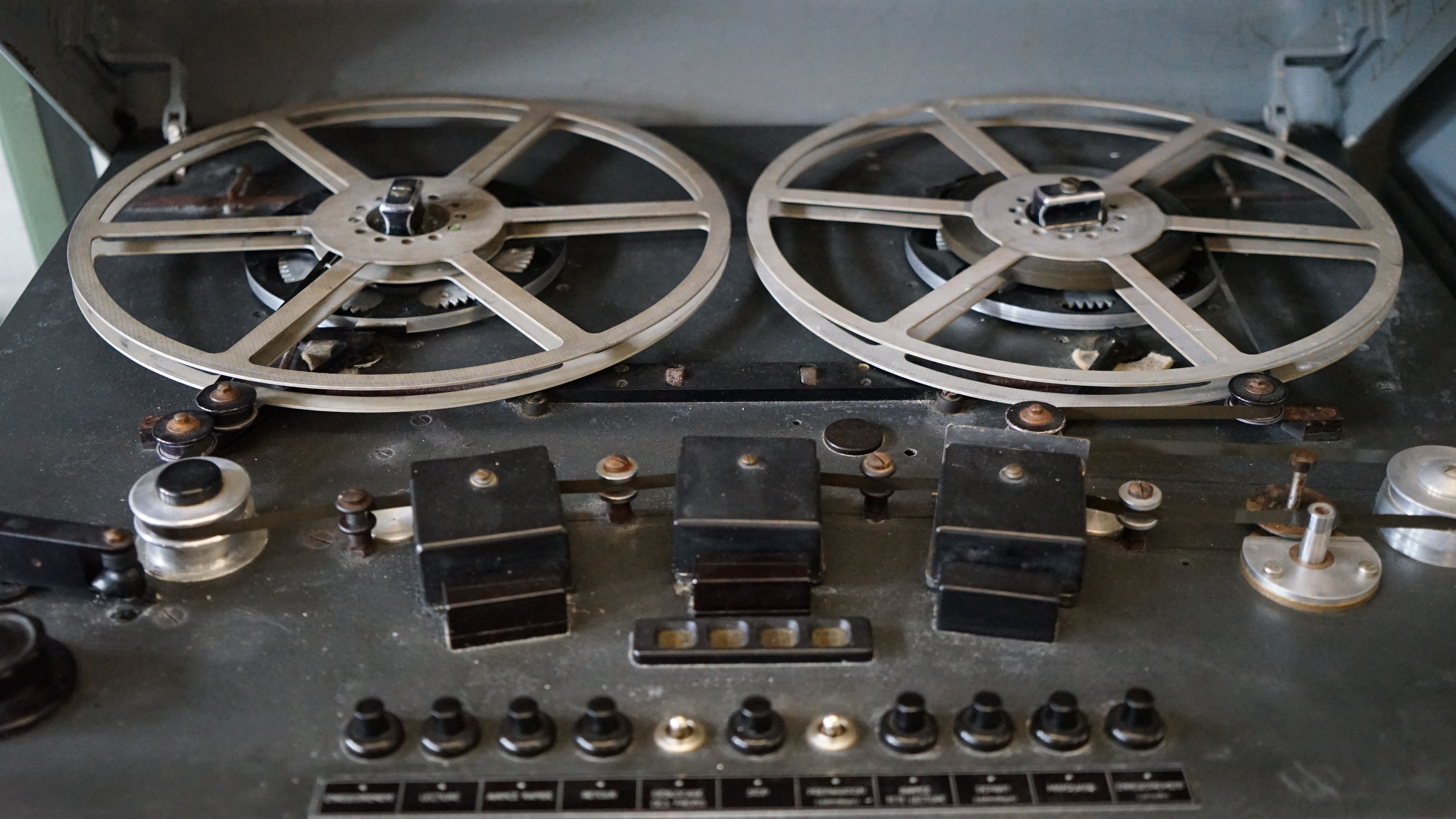
Ansicht des Tonbandgeräts

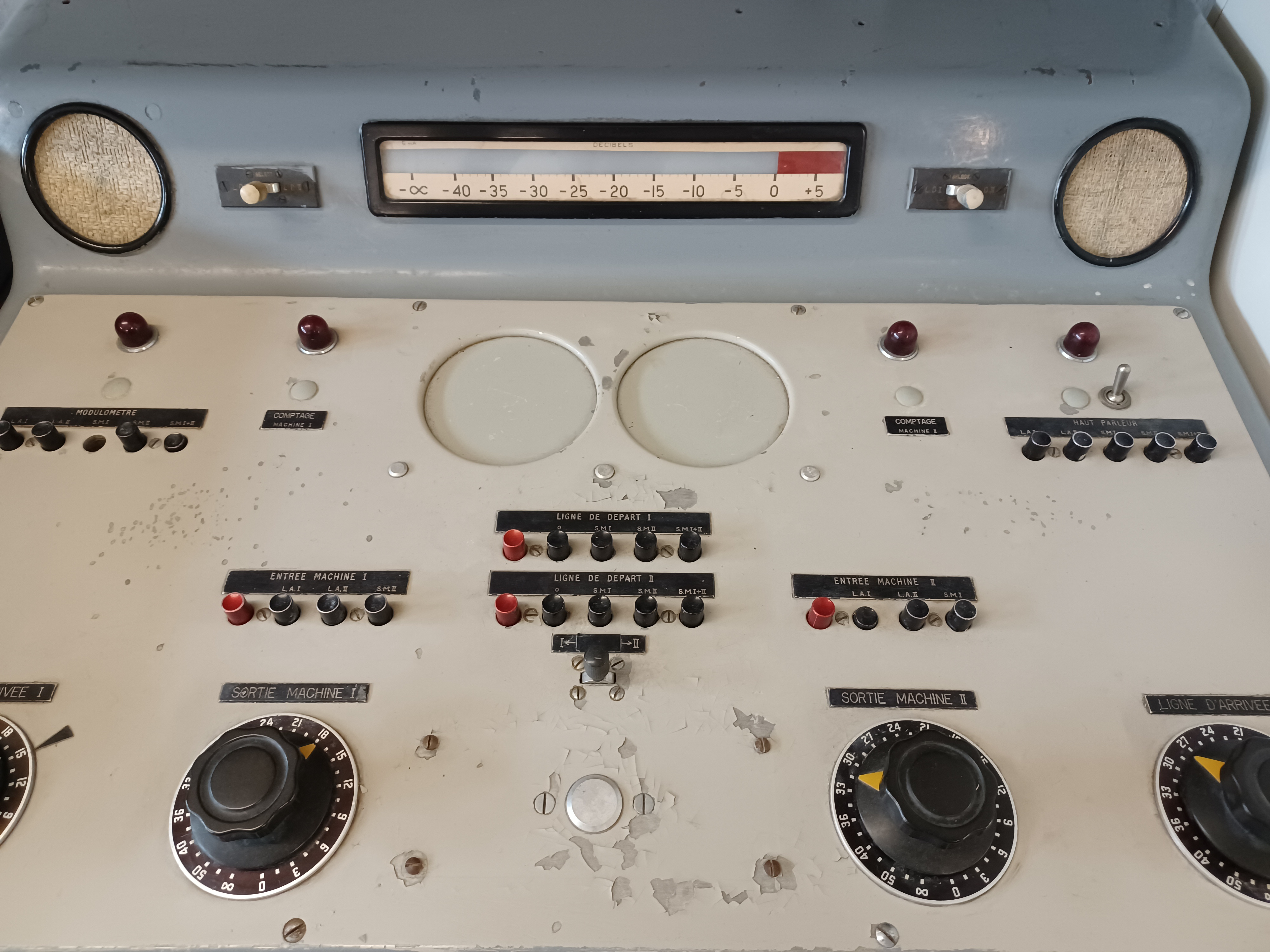
Bedienpanel des Steuergeräts

Der Motosacoche Studio Recorder  ist ein Magnetband-Tonaufnahmegerät für Rundfunkstudios der Schweizer Firma Motosacoche Acacias Genève (MAG) in Carouge. Er wurde Ende der 1940er Jahre entwickelt und gilt als erstes Tonbandgerät der Schweiz.

## Geschichte
Motosacoche war bis zum Zweiten Weltkrieg der grösste Hersteller von Einbaumotoren in Europa. Mitte der 1940er Jahre hatte das Museum Schneidköpfe für Schallplatten entwickelt, die 1947 von der British Broadcasting Corporation (BBC) erfolgreich getestet wurden. Aufgrund der Öldämpfung waren sie Konkurrenzmodellen mit Gummidämpfung überlegen und wurden vom Sender auch für mobile Einsätze zugelassen.
Ende der 1940er Jahre war der Motosacoche Studio Recorder das erste Tonbandgerät in der Schweiz. Französische Ingenieure und auch die Entwickler von Ampex kamen zur Begutachtung. Insgesamt stellte MAG zehn Anlagen, die als «Rolls-Royce» der Studiotechnik galten, für die British Broadcasting Corporation (BBC) und die Radio Télévision Suisse (RTS) her. Die Bandgeräte ersetzten dort Aufzeichnungen mit Wachsplatten oder Stahlbandgeräte, deren Spulen ein Gewicht von vierzig Kilogramm bei einer Aufzeichnungsdauer von zwanzig Minuten hatten. Die Anlage der BBC wurde 1963 in der «Werkstatt 2» (Workshop II) des 1958 eingerichteten Tonstudios eingesetzt.
Mit dem Aufkommen der Stereotechnik wurde die Produktion bei Motosacoche eingestellt. Der Entwicklungingenieur wechselte von MAG in das Tessin, wo er das tragbare Tonbandgerät MARSI für den professionellen Einsatz bei Reportagen entwickelte. Die Schweizer Firma Studer-Revox entwickelte mit der «Studer 27C» 1953 ihr erstes Studiogerät.

## Beschreibung

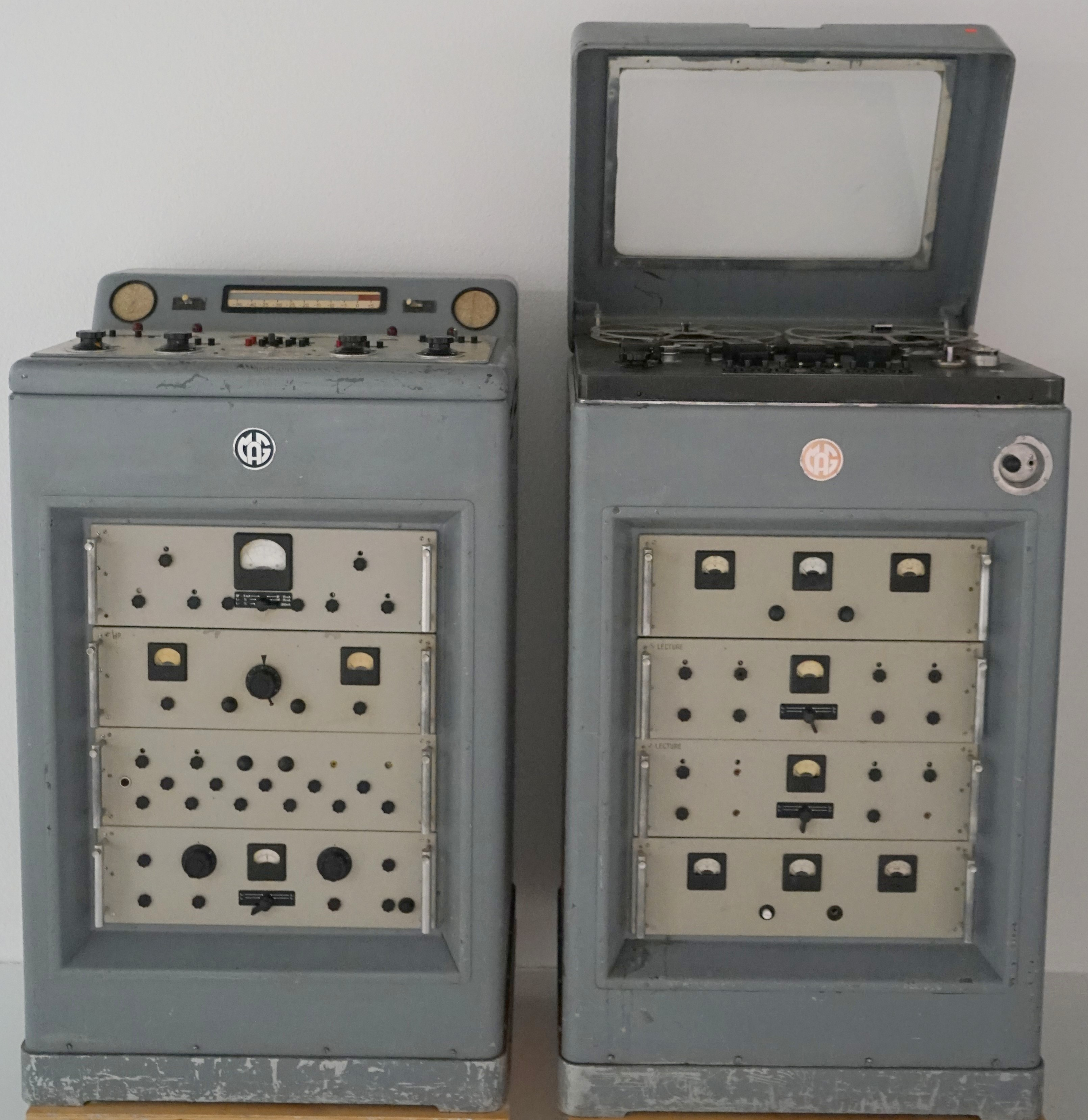
Band- und Steuergerät (links) in der Enter Technikwelt Solothurn

Das Tonbandgerät hatte ein Gewicht von 80 Kilogramm. Die Deckplatte mit den Tonspulen war so schwer, dass sie zur Wartung motorisch oder mittels einer Kurbel angehoben werden musste. Jeweils zwei Bandgeräte wurden mittels eines Steuergeräts bedient. Das Tonband wurde mit Geschwindigkeiten von 76 Zentimetern pro Sekunde bzw. 30 Zoll pro Sekunde abgespielt. Die BBC betrieb die Geräte 1963 mit einer Geschwindigkeit von 15 Zoll pro Sekunde. Ein Problem waren die versilberten Federkontakte, die eine regelmässige Reinigung erforderten. Die Magnetbänder der ersten Stunde entwickelten viel Staub und griffen zudem die Tonköpfe an. Diese Probleme wurden durch verbesserte Bänder gelöst.

## Verbleib
Eine Geräteeinheit des Studios der RTS in Genf ist in der «Enter Technikwelt Solothurn» in Derendingen ausgestellt, eine weitere bei der BBC in London.

## Fussnoten
1. ↑  BBC Research Department: Tests on two commercial disc recording cutterheads. Report No. C.061. 1947. [Bibliothek des Museums «ENTER» in Solothurn]
2. 1 2  F. C. Brooker: Radiophonics in the BBC. BBC Engineering  Division Monograph. Number 51. BBC, London 1947.